# Shawn Mullins
Shawn Mullins (Atlanta, 8 marzo 1968) è un cantautore statunitense.
Il suo brano di maggior successo è Lullaby (1998), in nomination ai Grammy Awards 1999 nella categoria Miglior canzone pop vocale maschile.

## Discografia
- Shawn Mullins (1990)
- Ever Changing World (1991)
- Better Days (1992)
- Big Blue Sky (1994)
- Jeff's Last Dance, Volume 1 (1995)
- Jeff's Last Dance, Volume 2 (1995)
- Eggshells (1996)
- Soul's Core (1998)
- The First Ten Years (1999)
- Beneath the Velvet Sun (2000)
- The Essential Shawn Mullins (2003)
- Live From Portland Bootleg (2004)
- Jeff's Last Dance, Volume 3 (2005)
- 9th Ward Pickin Parlor (2006)
- Lullaby: Hits, Rarities, & Gems (2007)
- Honeydew (2008)
- Live from the Variety Playhouse (2008)
- Light You Up (2010)